# GNV Atlas
Il GNV Atlas è un traghetto appartenente alla compagnia di navigazione italiana GNV.

## Servizio
Varato il 28 ottobre 1989 nel cantiere navale Schichau Seebeckswerft AG di Bremerhaven con il nome di Olau Britannia e consegnato il 16 maggio 1990 alla Olau Line, prende servizio il 21 maggio successivo nei collegamenti tra Sheerness e Vlissingen in sostituzione del vecchio Olau Britannia.
Il 12 maggio 1994, a causa degli eccessivi costi del traghetto per la rotta, viene posto fuori servizio e disarmato due giorni dopo a Le Havre.
Il 31 maggio 1994 viene noleggiato insieme al gemello Olau Hollandia alla P&O Ferries e, ribattezzato Pride of Portsmouth, prende servizio nel giugno successivo nei collegamenti tra Portsmouth e Cherbourg.
Il 22 giugno 1994 viene trasferito insieme al gemello nei collegamenti tra Portsmouth e Le Havre.
Il 27 ottobre 2002, durante l'ingresso in porto a Portsmouth, sperona la fregata St. Albans della Royal Navy a causa delle forti raffiche di vento. Tuttavia la fregata, che non era ancora entrata in servizio, subì ingenti danni alle sovrastrutture, causati anche dall'urto contro la banchina conseguente allo scontro con il traghetto.. La collisione fu causata soprattutto dal forte vento, che spirava a 35-40 nodi con raffiche di 50.

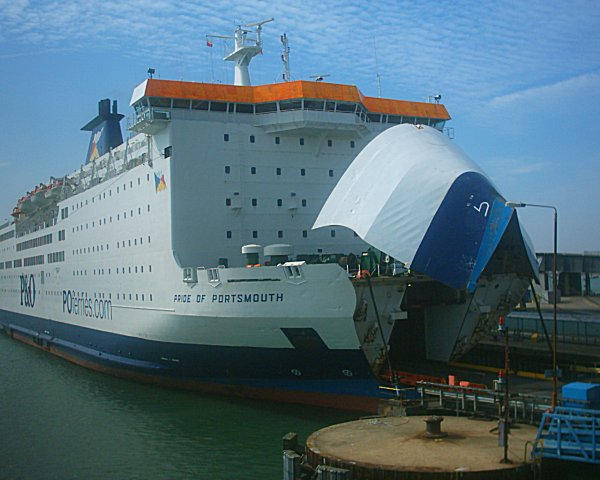
Il Pride of Portsmouth ormeggiato a Portsmouth nel 2005.

Il 30 settembre 2005 termina il servizio per P&O Ferries e viene trasferito a Falmouth, dove viene disarmato due giorni dopo e messo in vendita insieme al Pride of Le Havre.
Nel novembre del 2005 viene venduto insieme al Pride of Le Havre all'italiana SNAV e, ribattezzato il 30 dicembre SNAV Lazio, salpa il 5 gennaio per Napoli.
Nel maggio del 2006 prende servizio nei collegamenti tra Civitavecchia ed Olbia in coppia con lo SNAV Sardegna e tra Civitavecchia e Palermo, quest'ultima per conto di GNV.

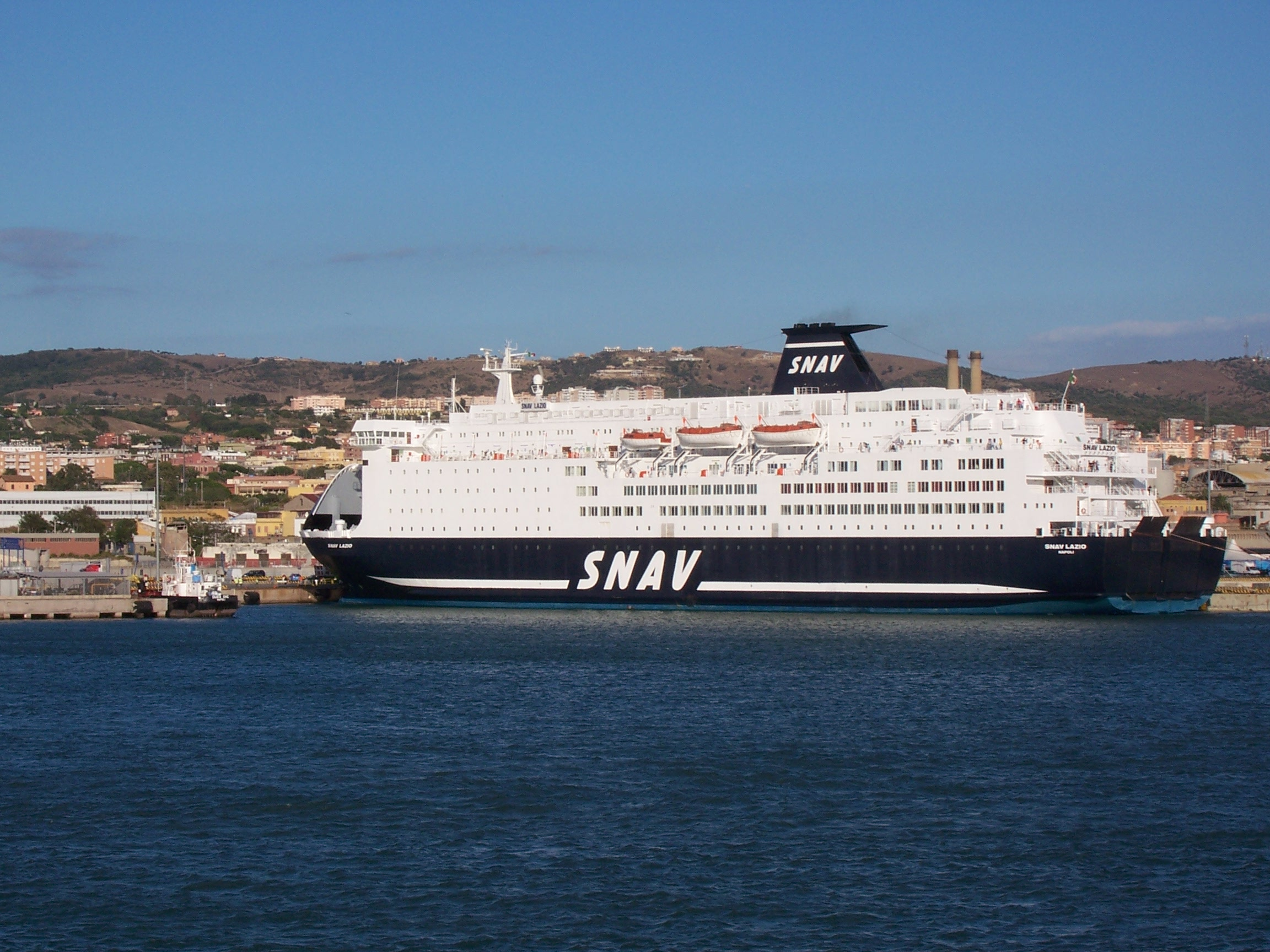
Lo SNAV Lazio ormeggiato a Civitavecchia nel 2007.

Il 1º ottobre 2010, in seguito alla vendita per demolizione dello SNAV Campania e dello SNAV Sicilia, viene trasferito insieme allo SNAV Sardegna nei collegamenti tra Napoli e Palermo.
Dal 1º al 6 marzo 2011 viene impiegato nell'evacuazione degli sfollati della guerra civile libica da Tripoli a La Goulette e Palermo.
A fine luglio 2015 viene impiegato per una settimana da GNV per inaugurare i nuovi collegamenti tra Bari e Durazzo in sostituzione del Rhapsody, fermo in cantiere a Genova.
Nel gennaio del 2017, dopo essere stato sottoposto ad intensi lavori di ristrutturazione, viene trasferito nei collegamenti tra Barcellona, Sète e Nador in sostituzione del gemello SNAV Sardegna.

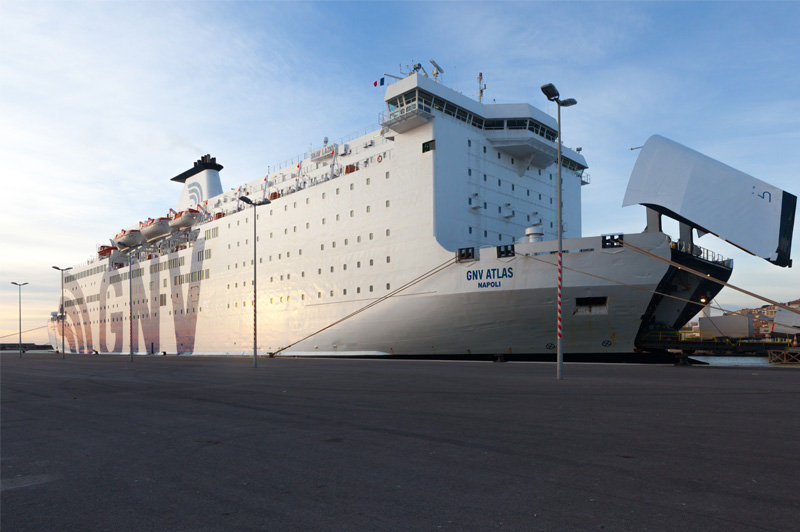
Il GNV Atlas ormeggiato a Sète nel 2017.

Nel marzo del 2017 viene ribattezzato GNV Atlas.
Il 17 giugno 2018, durante la sosta a Napoli, cade un'auto da un piano del garage a quello inferiore, provocando la morte di un passeggero ed il ferimento di un altro.
Da maggio a giugno 2021 viene noleggiato al Ministero dell'interno ed impiegato come nave-quarantena nell'ambito dell'emergenza sbarchi in Sicilia tra i porti di Lampedusa, Porto Empedocle e Palermo. Successivamente fa ritorno nei collegamenti tra Barcellona, Sète e Nador, dove opera tutt'oggi in coppia con il GNV Cristal.

## Navi gemelle
- GNV Cristal
- King Seaways
- Princess Seaways